# Jariștea
Jariștea es una comuna ubicada en el distrito de Vrancea, Rumania.

## Superficie
Posee una superficie de 38,74 kilómetros cuadrados.

## Demografía
Hasta 2021 la población era de 4027 habitantes, con una densidad de población de 103,9 habitantes por kilómetro cuadrado.